# Qays le Maronite
Qays le Maronite est un historien et chroniqueur syrien chrétien appartenant à l'Église maronite qui vivait au début du Xe siècle.

## Éléments de biographie et œuvre
On n'a rien conservé des ouvrages de cet auteur, mais il est mentionné par l'écrivain musulman al-Mas'ûdî dans son traité géographico-historique intitulé Livre de l'avertissement et de la révision (composé vers 955), dans une page qu'il consacre à l'Église maronite : « L'un de ses sectateurs, connu sous le nom de Qays le Maronite, est l'auteur d'un excellent livre sur la chronologie, l'origine du monde, les prophètes, les livres, les cités, les nations, les rois de Roum et autres, et leurs histoires. Il termine son ouvrage au califat d'al-Muktafi. Je ne sache pas que les Maronites aient composé un autre livre traitant des mêmes matières ». Le calife al-Muktafi régna de 902 à 908.
Qays est donc considéré par al-Mas'ûdî comme le premier historien important des Maronites, auteur d'une sorte d'histoire universelle, dont il existait au moins une version arabe, puisqu'elle était connue de l'auteur musulman.  